# Tilo Weberstedt
Friedrich August Thilo (Tilo) Weberstedt (* 16. Januar 1845 in Wolferschwenda; † 16. Februar 1917 ebenda) war ein deutscher Landwirt und Politiker.

## Leben
Weberstedt war der Sohn des Landwirts und Landtagsabgeordneten Johann Ernst Ludwig (Louis) Weberstedt und dessen Ehefrau Johanne Henriette geborene Fleischhauer. Er war evangelisch-lutherischer Konfession und heiratete am 11. August 1872 in Wolferschwenda Lina Henriette Hecht (* 23. November 1844 in Klein Vargula; † 12. Dezember 1911 in Wolferschwenda), die Tochter des Freigutsbesitzers Georg Heinrich Christoph Hecht. Moritz Buddensieg ist ein Onkel.
Weberstedt lebte als Landwirt in Wolferschwenda. Dort war er ab 1887 auch Bürgermeister und ab 1900 Standesbeamter. Er wurde mit 1894 der fürstlichen Ehrenmedaille in Silber und 1908 mit dem fürstlichen Ehrenkreuz IV. Klasse ausgezeichnet.
Vom 15. Juli 1896 bis zum 31. März 1912 war er Abgeordneter im Landtag des Fürstentums Schwarzburg-Sondershausen.